# Prosopocoilus elaphus
Prosopocoilus elaphus es una especie de coleóptero de la familia Lucanidae.

## Distribución geográfica
Habita en la Península de Malaca y Sumatra en  (Indonesia).